# Grendelbruch
Grendelbruch je občina v departmaju Bas-Rhin francoske regije Alzacija.
Leta 2010 je v občini živelo 1.258 oseb oz. 86 oseb/km².